# 小宮璃央
小宮璃央（日语：／ Komiya Rio ，2002年11月19日—），是日本福岡縣出生的男演員、模特兒，經紀公司為PALUM PROMOTION，身高180cm，血型為O型，他是舞蹈和聲樂組合「Zero PLANET」的成員。
在2020年出演超級戰隊系列第44作魔進戰隊煌輝者，飾演「熱田充瑠 / 煌輝紅」。

## 簡介
自從小時候起，他就參加了包括音樂劇在內的許多舞台演出，並活躍於福岡當地的商業廣告和雜誌。
但由於贏得了2018年8月4日的高一Mr.Con 2018大獎而在全國活躍。增加寬度。
高度高，風格出眾。儘管他擅長攝影，但他正在擴大自己作為模特的活動範圍，但他對時尚不是很感興趣。
從2020年3月8日開始，在「魔進戰隊煌輝者」中，飾演「熱田充瑠 / 煌輝紅（配音）」的男主角演出，於3月31日時因身體不適求醫並確診患上2019冠状病毒病，導致該劇的拍攝工作全數暫停，後痊癒。

## 獎項
- 高一Mr.Con 2018 大獎賽冠軍
- 男子高中生Mr.Con 2018 大獎賽季軍
- 男子高中生Mr.Con 20188 SNOW獲獎者

## 演藝經歷
粗體字為主演

### 電視劇
- 魔進戰隊煌輝者（2020年3月8日 - 2021年2月28日，朝日電視台） - 熱田充瑠 / 煌輝紅（配音）[1]
- 約定的灰姑娘 第4話（2020年8月3日，TBS） - 倉持雄吾
- 只有顏值老師 （2021年10月9日 - 12月18日，東海電視台・富士電視台） - 松永蓮
- 重返JK：Silver Plan （2021年11月10日 - 12月29日，東京電視台） - 尾上慎二（與鈴木優華雙主演）
- 愛吃拉麵的小泉同學 2022新春特別篇（2022年1月8日，富士電視台） - 隼人
- 寵物醫生花咲萬太郎的事件病歷簿（2022年3月26日，BS-TBS） - 兵藤浩介
  - 寵物醫生花咲萬太郎的事件病歷簿2（2023年）
- First Step～連接世界的愛標誌～（2022年3月27日，BS吉本） - 葉山俊斗
  - First Step2～連接世界的愛標誌～（2023年3月25日）
- 理想的男友 第2話 - 最終話（2022年6月8日 - 7月20日，TBS） - 小松原冬馬
- 高良同學與天城同學 （2022年8月19日－2022年10月14日，MBS）- 田中隼人
- 和帥哥一起吃飯 第11話（2022年9月18日，大阪電視台・BS東視） - 長谷川優馬
- 永遠的昨日[2]（2022年10月21日 - 12月9日，MBS） - 山田浩一（與井上想良雙主演）
  - 永遠的昨日 完全版（2023年4月14日 - 6月9日，MBS） - 山田浩一（與井上想良雙主演）
- 相棒 season21 第3話（2022年10月26日，朝日電視台） - 塩見優馬
- 禁果（2023年1月23日 - 3月27日，ABC電視台） - 犬田光
- 與你在世界終結之日 入門編 完全新作SP（2023年3月19日，日本電視台） - 一之瀨稜
- 勝利的法廷式 第6話（2023年5月18日，讀賣電視台・日本電視台） - 栗原慧太
- 春日苦短少年戀愛吧。第5話・第6話（2023年5月23日・30日，日本電視台） - 杉山
- 18歲、新妻、不倫。（2023年10月15日 - 12月18日，朝日放送電視台・朝日電視台）- 三條周
- 全領域異常解決室（2024年10月9日 - 12月18日，富士電視台）- 北野天馬
- 宛如粼光夫婦日和（2025年4月24日 - 6月26日，富士電視台）- 瀨田準太郎

### 配信電視劇
- 約定的灰姑娘（2021年7月13日 - ，Paravi） - 倉持雄吾
- Yodonna（2021年8月8日，東映特攝粉絲俱樂部） - 熱田充瑠
- Yodonna 2（2021年9月12日，東映特攝粉絲俱樂部） - 熱田充瑠

### 電視節目
- Momochihama商店（2018年11月7日，西電視台）
- LOVE it!（2021年3月29日 - 5月24日，TBS）- 4月・5月週一出演

### 電影
- 超級戰隊系列（東映） - 熱田充瑠 / 煌輝紅
  - 魔進戰隊煌輝者 EpisodeZERO（於2020年2月8日上映）
  - 魔進戰隊煌輝者 THE MOVIE Be-Bop Dream（於2021年2月20日上映)
  - 魔進戰隊煌輝者VS龍裝者（於2021年4月29日上映）
- Grand Guignol - グランギニョール[3]（於2022年10月28日上映） - 穂村イツキ
- 不知戀愛的我們（日语：恋を知らない僕たちは）（於2024年8月23日上映） -

### WEB
- LINE Trivia（2019年2月10日，LINE LIVE）

### 活動
- FASHION LEADERS -2018AUTUM&WINTER-（2018年12月9日）
- PLATINUM TEENS FESTIVAL -2019WINTER-（2019年1月14日）
- 31st Mynavi Tokyo Girls Collection 2020 AUTUMN/WINTER ONLINE[4]-（2020年9月5日）

### PV
- Kamin『ありよりのあり』（2018年12月12日）。

### 廣告
- 萬代「煌輝者變身系列」（2020年）

## 書籍
- 小宮璃央First寫真集 未来（2021年3月26日、主婦及生活社）ISBN 978-4-39115-547-1

## 外部連結
- 小宮璃央｜PALUM PROMOTION （页面存档备份，存于）
- 小宮璃央 （页面存档备份，存于） - Platinum Productions內個人資料

- 小宮璃央的X（前Twitter）（页面存档备份，存于）

- 小宮璃央的Instagram帳戶（页面存档备份，存于）

| 前任： 一之瀨颯 （騎士龍戰隊龍裝者） | 日本超級戰隊系列紅色戰士演員 魔進戰隊煌輝者 2020年3月8日-2021年2月28日 | 繼任： 淺沼晉太郎 (聲演) （機界戰隊全開者） |